# Florijana Ismaili
Florijana Ismaili (Aarberg, 1º gennaio 1995 – Musso, 29 giugno 2019) è stata una calciatrice svizzera, di ruolo centrocampista.
Rimasta legata allo Young Boys fin dal suo primo campionato in Lega Nazionale A, a livello di club ha conquistato un titolo di Campione di Svizzera. Ha inoltre indossato le maglie delle nazionali elvetiche sia a livello giovanile che nella nazionale maggiore, partecipando, oltre ad una serie di tornei ad invito, al Mondiale di Canada 2015 e conquistando la Cyprus Cup 2017.

## Biografia

### Origini
Florijana cresce nel circondario del Seeland (Canton Berna) insieme ai due fratelli; i genitori, di origini albanesi, si trasferirono in Svizzera per via delle difficili condizioni economiche causate dai conflitti dell'ex Jugoslavia.

### Carriera

#### Club
Inizia a giocare a calcio fin dalla tenera età, tesserandosi con l'FC Walperswil, società dell'omonimo centro abitato del Canton Berna, dall'età di undici anni (10 secondo altre fonti). Qui vi rimane fino alla primavera 2011 quando, nel marzo di quell'anno, si trasferisce alle bernesi dello Young Boys dove viene aggregata alla prima squadra, con la quale il 25 aprile disputa la finale di Coppa Svizzera, persa per 2-0 con l'Yverdon, per poi conquistare, poche settimane più tardi, il suo primo titolo di Campione di Svizzera al termine del campionato di Lega Nazionale A 2010-2011.
Rimane legata allo Young Boys per tutta la durata della sua carriera, disputando grazie al risultato in campionato anche la UEFA Women's Champions League nella stagione 2011-2012, per lei 4 presenze nel torneo, debuttando il 13 agosto nell'incontro vinto per 7-0 sulle moldave del Goliador Chișinău; in quell'occasione la squadra supera al primo posto la fase preliminare, ma viene eliminata dalle danesi del Fortuna Hjørring già ai sedicesimi di finale. Nelle nove stagioni che seguono nel campionato svizzero la squadra alterna campionati di vertice a posizioni di fine classifica, riuscendo sempre a rimanere in LNA, con Ismaili spesso migliore marcatrice della squadra e seconda solo a Fabienne Humm nella classifica marcatori del campionato 2015-2016, indossando inoltre negli ultimi la fascia di capitano.

#### Nazionale
Ismaili inizia a essere convocata dall'Associazione Svizzera di Football dal 2011, inserita in rosa nella formazione Under-17 che affronta le qualificazioni all'Europeo 2012 di categoria, debuttando il 15 ottobre nell'incontro dove la sua nazionale si impone con il risultato di 17-1 sulle avversarie pari età della Georgia. In quell'occasione gioca quattro dei sei incontri dalla Svizzera nelle due fasi di qualificazione che, terminate entrambe al primo posto dei rispettivi gironi, le consente di accedere alla fase finale per la prima volta nella sua storia sportiva. Inserita in rosa anche per la fase finale, 
Ismaili gioca entrambe le partite delle elvetiche, la semifinale persa 5-1 con la Francia e la finale per il terzo posto nella quale deve cedere il gradino inferiore del podio alla Danimarca che si aggiudica l'incontro ai rigori, dopo che era terminato a reti inviolate nei tempi regolamentari.
Sempre nel 2012 viene chiamata nella formazione Under-19, condividendo il percorso della sua nazionale che vede fallire l'accesso agli Europei di Galles 2013 e Norvegia 2014. Ismaili disputa tutti i sei incontri della fase di qualificazione del primo e del successivo; in quest'ultimo la Svizzera, classificatasi seconda con due vittorie e una sconfitta, dietro la Spagna nel gruppo 1 della fase élite, deve lasciare l'ultimo posto disponibile all'Irlanda.
Nel frattempo era arrivata anche la prima convocazione nella nazionale maggiore da parte del CT Martina Voss-Tecklenburg, chiamata per la doppia amichevole in programma il 14 e 16 gennaio con il Portogallo, facendo il suo debutto in maglia rossocrociata nella seconda, giocando tutti i 90' nell'incontro vinto 2-1 dalle elvetiche. Voss-Tecklenburg la convoca anche per la Cyprus Cup 2014, la quinta consecutiva disputata dalla Svizzera. Il percorso della squadra non è tra i migliori, classificandosi al terzo posto del gruppo C, quello riservato alle nazionali di fascia inferiore, con una vittoria un pareggio e una sconfitta; perde 4-1 la finalina per il nono posto con i Paesi Bassi. In quest'occasione, Ismaili scende in campo in tutti gli incontri disputati dalla sua nazionale.

### Morte
Il 29 giugno 2019, mentre era in vacanza al Lago di Como, si tuffa da una barca noleggiata con un'amica senza più riemergere in superficie. Dopo tre giorni di ricerche, il corpo senza vita della calciatrice elvetica viene ritrovato sul fondo del lago alla profondità di 204 metri. Le cause del decesso vengono attribuite a una “asfissia acuta” provocata molto probabilmente da una congestione.

## Palmarès

### Club
- Campionato svizzero: 1

Young Boys: 2010-2011

### Nazionale
- Cyprus Cup: 1

2017